# Biblioteca Nacional de Malta
La Biblioteca Nacional de Malta (en maltés: Bibljoteka Nazzjonali ta’ Malta) fue fundada en 1776 y está ubicada en La Valeta. Es la institución que conserva el depósito legal de Malta. Fue creada por el Gran Maestro  Emmanuel de Rohan-Polduc. Esta biblioteca preserva colecciones personales de libros y documentos pertenecientes a caballeros de la Orden de Malta.
Es obra del arquitecto Stefano Ittar.